# The Art of Discworld
«The Art of Discworld» («Искусство Плоского мира») — альбом иллюстраций художника Пола Кидби, который после смерти Джоша Кирби стал основным иллюстратором книг серии Плоского мира Терри Пратчетта. На русском языке ещё не издавался.

## Аннотация
Альбом содержит 300 великолепных цветных и монохроматических рисунков, комментарии к которым написал сам Терри Пратчетт.
В книге изложены некоторые факты о Плоском мире, которых нет в романах, и даны более подробные описания некоторых интересных мест и персонажей, упоминавшихся в романах только вкратце.
В альбоме 126 страниц. На обложке альбома изображен шедевр знаменитого художника и изобретателя Леонардо Щеботанского — картина «Мона Ягг» (пародия на «Мону Лизу» Леонардо да Винчи).
Среди иллюстраций — портреты патриция Хэвлока Витинари, групповой портрет Городской стражи и нежити из «Клуба Начни Заново», Смерти, ланкрских ведьм и Тиффани Болен, Нак Мак Фиглы, «Нищая братия» Старикашки Рона, виды Анк-Морпорка, Ланкра, Убервальда и многое, многое другое.